# Gymnorhynchus thapari
Gymnorhynchus thapari is een lintworm (Platyhelminthes; Cestoda). De worm is tweeslachtig. De soort leeft als parasiet in andere dieren.
Het geslacht Gymnorhynchus, waarin de lintworm wordt geplaatst, wordt tot de familie Gymnorhynchidae gerekend. De wetenschappelijke naam van de soort werd voor het eerst geldig gepubliceerd in 2003 door Bhagwan & Shinde.